# Magliano in Garfagnana
Magliano is een plaats (frazione) in de Italiaanse gemeente Giuncugnano.